# Теория геосинклиналей
Тео́рия геосинклина́лей (или учение о геосинклиналях) — устаревшая с 1980-х годов геологическая теория, объяснявшая тектонические процессы в истории Земли цикличными колебательными движениями земной коры, которые обнаруживали себя в появлении складчатых областей — синклиналей. Теория получила широкое развитие с 1920-х годов, разрабатывалась до 1980-х годов.

## История
В 1857 году идею о геосинклиналях высказал Джеймс Холл, изучая горы Аппалачи.
Термины «геосинклинали» (прогибы) и «геоантиклинали» для изгибов земной коры (при сжатии Земли) предложил в 1873 году американский геолог Джеймс Дана.
С 1920-х годов, в результате изучения складчатых областей земной коры, возникло учение о геосинклиналях, теория впервые была сформулирована Эмилем Огом.
В геотектонике учение сменилось на теорию тектоники плит.

## Научное представление
Теория геосинклиналей основана на представлении о циклических колебательных движениях, где на месте крупных опусканий (прогибов), могут образоваться поднятия. Согласно этой теории начальной стадии геосинклинального режима соответствуют активные тектонические процессы, сопровождаемые опусканием крупных участков земной коры. Для этой стадии характерен активный интрузивный магматизм. Далее, в результате постепенного затухания этих колебаний, на смену геосинклинальному режиму приходит платформенный. Платформенный режим характеризуется слабыми тектоническими движениями, малыми мощностями осадочных образований. Впоследствии на месте платформ развиваются «постплатформенные орогены».
В 1960-е — 1970-е годы благодаря усилиям многих геологов, которые пытались углубить и обосновать теорию геосинклиналей, собралось множество систематизированных геологических данных, относящихся к тектоническим процессам. В частности, важнейшие результаты были получены в результате множественных бурений океанического дна. Однако оказалось, что новые данные подтверждают не теорию геосинклиналей, а теорию тектоники плит, которая с 1980-х годов является общепринятой в геологии.
Теория геосинклиналей способствовала значительному накоплению данных для последующих теорий и развитию теории рудообразования и решению генетических проблем формирования месторождений полезных ископаемых.